# Car (poeta)
Car, en llatí Carus fou un poeta romà contemporani d'Ovidi que sembla que va escriure un poema sobre Hèrcules. Els detalls de la seva vida així com altres obres, es desconeixen.